# Kenny Harrison
Kerry Lorenzo (Kenny) Harrison (13. února 1965, Milwaukee) je bývalý americký atlet, olympijský vítěz a mistr světa v trojskoku.
V roce 1991 v Tokiu se stal mistrem světa v trojskoku. Zranění mu znemožnilo start na olympiádě v Barceloně o rok později. Vše si vynahradil na olympiádě v Atlantě v roce 1996, kde zvítězil v soutěži trojskokanů ve světovém rekordu 18,09 m. Tento výkon je současným olympijským rekordem a čtvrtým nejlepším výkonem v trojskoku v historii.
Čtyřikrát se stal mistrem USA v trojskoku pod širým nebem, dvakrát byl halovým národním šampionem.